# Šisandra
Šisandra (znanstveno ime Schisandra chinensis) je plezalka zelo bujne rasti, ki ljubi polsenčne lege, odcedna tla in vlažno zemljo. Občutljiva je na mraz in rada pozebe. Rastlina se vzpenja podobno kot kivi, iz debla izraščajo veje dolge do 10 m. Rastlina cveti od meseca maja do junija, plodovi pa dozorijo od avgusta do septembra. Rodnost rastline je od drugega leta dalje.

## Sadeži šisandre
Kitajci sadeže šisandre imenujejo Wu Wei Zi ali sadeži 5 okusov. Okus je resnično nenavaden, kislo-trpko-pekoče-slan. Sadeži vsebujejo veliko zdravilnih učinkovin, glavne med njimi so lignani in antioksidanti, ki znižujejo nevarnost srčnožilnih obolenj, osteoporoze in različnih oblik raka. Plodovi se uživajo sveži ali posušeni na soncu. Kitajci iz svežih plodov stiskajo sok.